# كوان بابتيست
كوان بابتيست هو لاعب كرة قدم غرينادي، ولد في 26 مايو 1985. شارك مع منتخب غرينادا لكرة القدم.

## وصلات خارجية
- كوان بابتيست على موقع قاعدة بيانات كرة القدم.إي يو (الإنجليزية)
- كوان بابتيست على موقع ناشيونال فوتبول تيمز (الإنجليزية)